# 古庄染工場

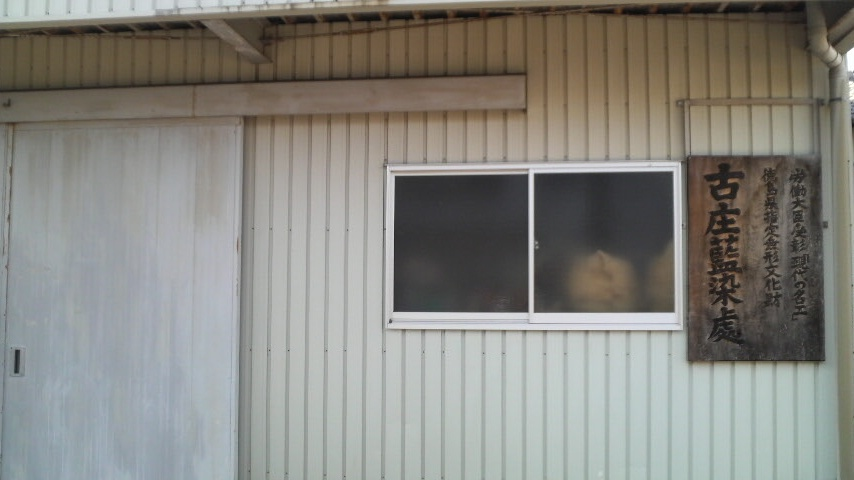
古庄染工場

古庄染工場（ふるしょうぞめこうじょう）は、徳島県徳島市佐古七番町にある藍染に関する施設。無形文化財技術保持者である古庄紀治（としはる）氏の工場。阿波藍染めの製作行程の見学など。

## 基礎データ

### 所在地等
- 〒7700027 徳島市佐古七番町9-12

### 開館時間
- 9:00～12:00（午前）、13:00～15:00（午後）
- 休業日 - 日曜日・祝日
- 12月28日 - 1月5日、8月12日 - 8月15日

## アクセス
- JR徳島駅より車で15分。
- JR蔵本駅から徒歩10分。
- 徳島市営バス上鮎喰行「佐古七番町」下車より徒歩3分。